# Klaus Zink (Fußballspieler)

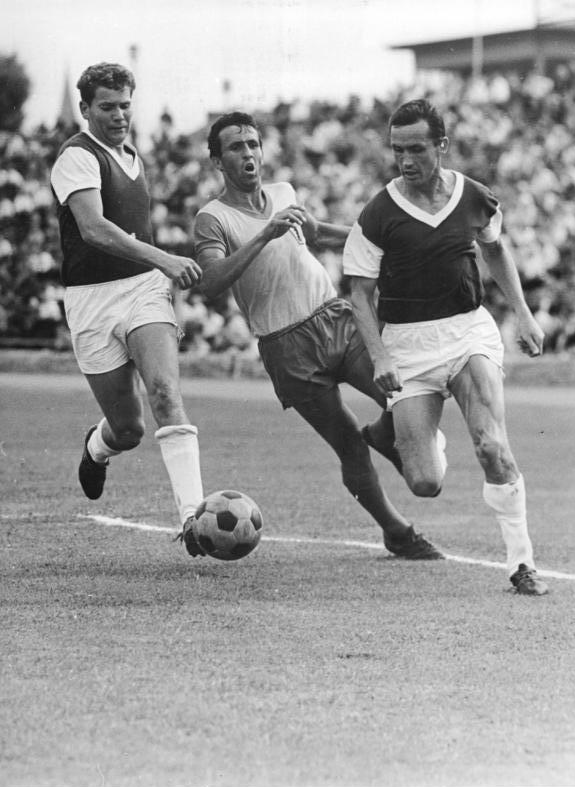
Klaus Zink (rechts) 1966

Klaus Zink (* 20. Januar 1936 in Plauen; † 9. Februar 2024) war ein deutscher Fußballspieler.

## Sportliche Laufbahn
Klaus Zink spielte in seiner Jugend in der Fußballmannschaft vom Glühlampenwerk Plauen. Im August 1955 wechselte er zum SC Wismut Karl-Marx-Stadt. Es dauerte bis zum 12. Mai 1957, ehe er sein erstes Oberliga-Spiel beim SC Motor Jena (2:1) bestritt. Im Zeitraum von 1957 bis 1971 absolvierte er für die Erzgebirger 279 Oberliga-Spiele (82 Tore). Sein letztes Oberliga-Spiel war am 30. Oktober 1971 beim 1. FC Magdeburg (0:5), als er noch einmal für Holger Erler eingewechselt wurde. 
Von den 16 Spielen im Europapokal der Landesmeister zwischen 1957 und 1960 bestritt er neun Begegnungen. Im Rückspiel in Aue gegen Rapid Wien am 23. November 1960 erzielte er das 2:0 und erzwang damit ein Entscheidungsspiel. In Basel verlor jedoch der SC Wismut Karl-Marx-Stadt mit 0:1 gegen die Hütteldorfer. Das war für lange Zeit (bis 1985) für die Auer das letzte Spiel in einem internationalen Wettbewerb.
Klaus Zink bestritt für die DDR vier B-Länderspiele und ein Nachwuchs-Länderspiel. In der Saison 1968/69 war er hinter dem Rostocker Gerd Kostmann (18 Tore) mit 15 Toren zweitbester Torschütze. 
Er lebte in Chemnitz.